# PFK Belasitsa Petrich
PFC Belasitsa (em búlgaro:  ПФК Беласица Петрич) é um clube de futebol da cidade de Petrich na Bulgária fundado em 1923. Atua no Tzar Samuil Stadium, que tem capacidade para 9.500 espectadores.

## História

### Nomes anteriores
- 1923 FC Manush Voivoda
- 1928 FC Luben Vesov
- 1931 FC Macedonia
- 1946 FC Ilinden
- 1948 FC Spartak